# Hamburger Kinderstube
Die Hamburger Kinderstube war ein Salon für exklusive Kinderbekleidung, der über die Grenzen der Hansestadt hinaus bekannt und stilbildend wurde. Alice Haas (Tochter des Hofrats Dr. Friedrich Erdmann-Jesnitzer aus Bremen) und ihr Mann Richard gründeten sie 1925. Ihre Modeentwürfe basierten auf einem reformpädagogischen Ansatz. Das Geschäft für Kindermode bestand mit einer Unterbrechung bis 1988.

## Erste Jahre
Die gelernte Putzmacherin Alice Haas besuchte in den Zwanzigerjahren die Modeabteilung der Kunstgewerbeschule von Otto Haas-Heye in der Berliner Prinz-Albrecht-Straße 8. 1925 eröffnete sie die Hamburger Kinderstube mit angeschlossener Schneiderwerkstatt in der Nähe des Hamburger Dammtorbahnhofs in der Rothenbaumchaussee Nr. 3. Im Jahr 1928 zog das Geschäft in den Neuen Wall um. 1934 fand es seinen endgültigen Platz am Jungfernstieg 34, genannt Heine-Haus.

## Mode

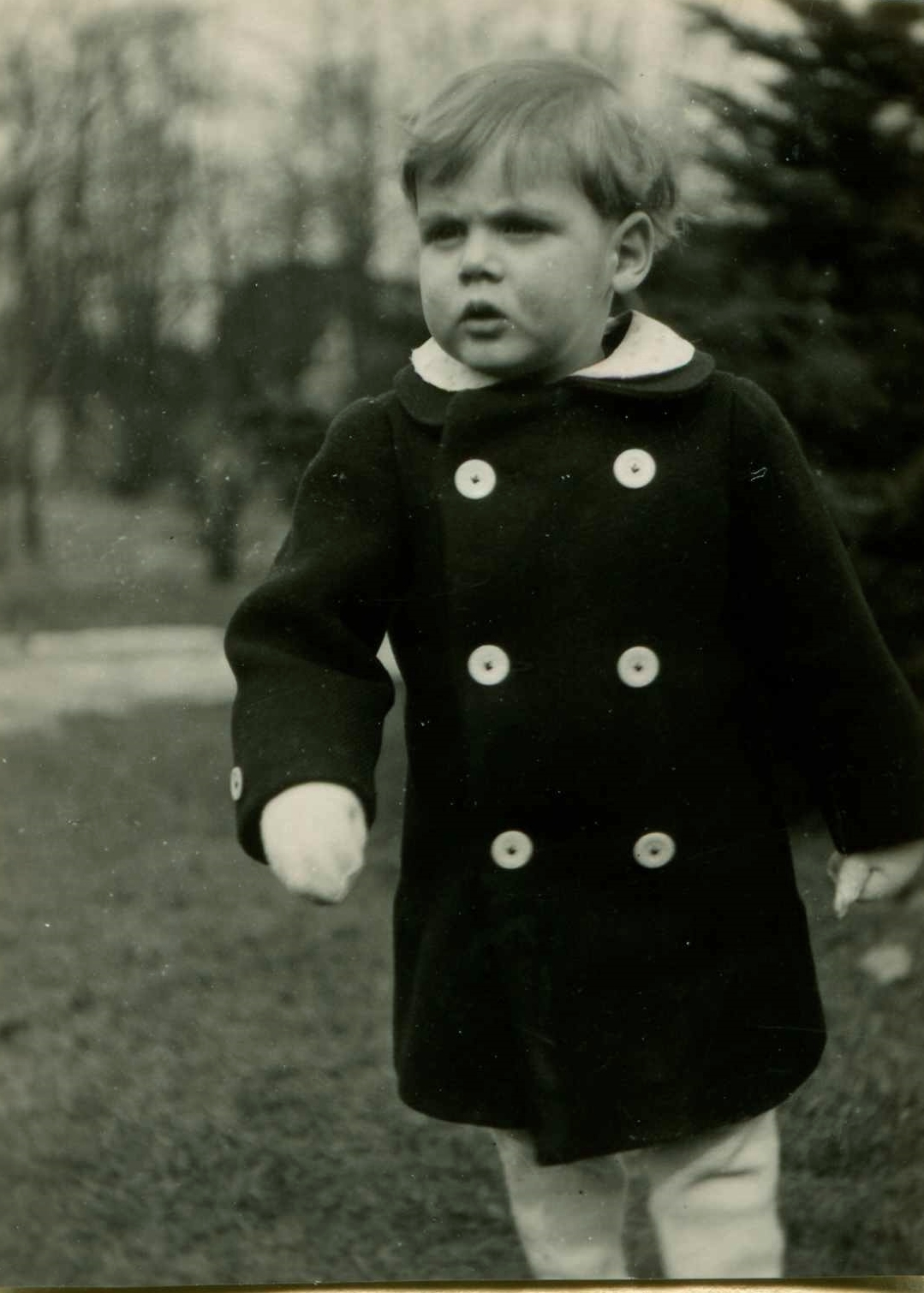
Marineblauer Tuchmantel mit Perlmuttknöpfen 1943

Der Leitspruch der Kinderstube lautete: Das Kind soll wie ein Kind gekleidet sein. Bis zum Ersten Weltkrieg waren Kinder wie kleine Erwachsene gekleidet. Gesundheitsschädliche Korsetts waren üblich, teilweise auch für Jungen. 

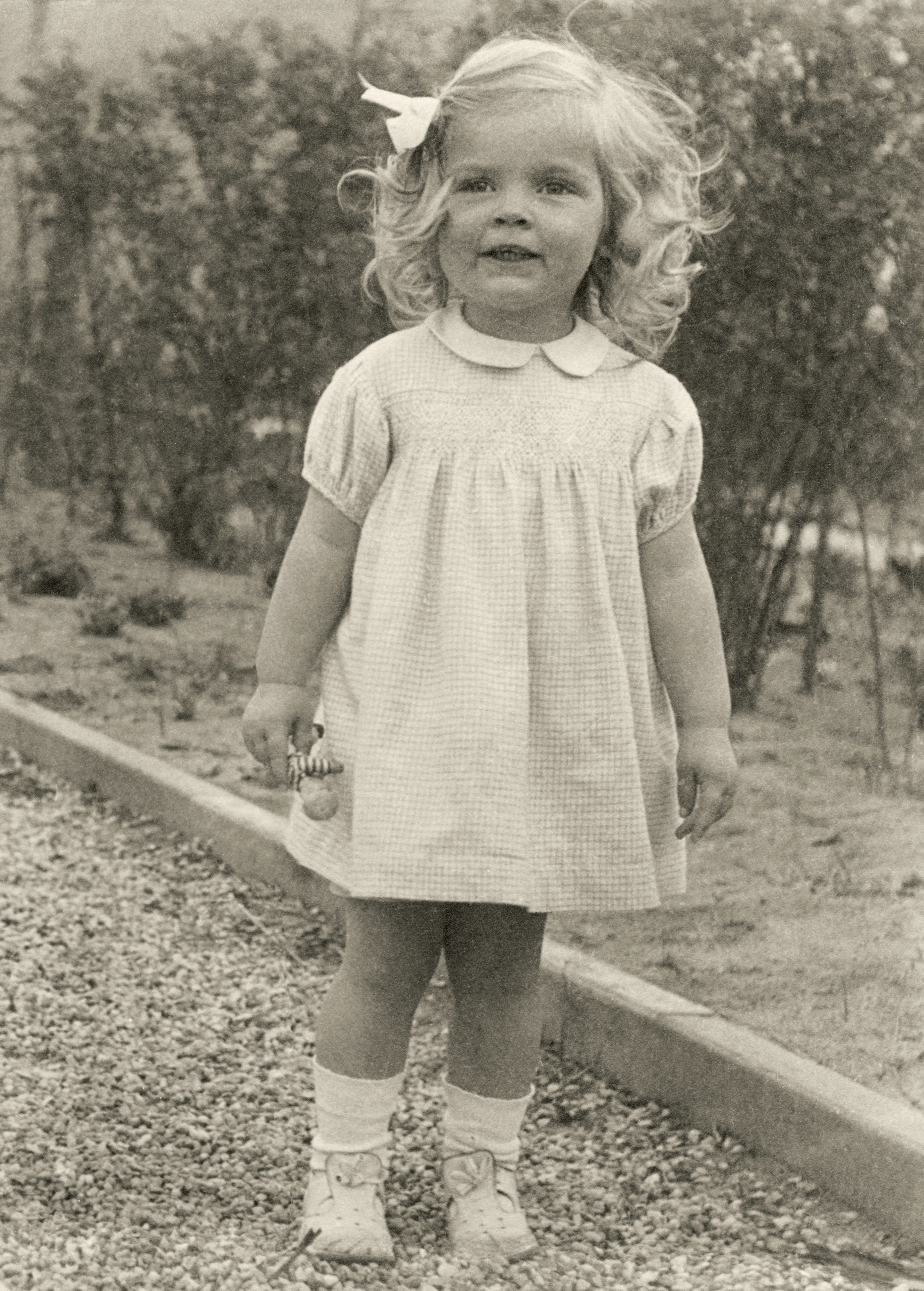
Gesmoktes Kinderkleid in der Art der Hamburger Kinderstube um 1941

 Die Hamburger Kinderstube propagierte hingegen einen funktionalen, schlichten, aber durchaus hochwertigen Kleidungsstil. Alice Haas verwendete leicht waschbare Stoffe und kindgerechte Schnitte, Farben und Muster. Sie entwarf kurze Hängerkleidchen mit gesmokter Passe, Schottenkarokleider, Matrosenblusen, schlichte Kittelanzüge für Knaben und marineblaue Tuchmäntel mit weißem Piquet-Kragen und Perlmuttknöpfen. Manche Entwürfe erinnerten an britische Mode jener Zeit. Die Modelle bekamen breite, auslassbare Säume und abknöpfbare Manschetten, Kragen und Gummizüge. Jedem Kleidungsstück war ein Flickbeutel mit passenden Zutaten zugegeben. Das Kleid sollte mit dem Kind wachsen können.
Die Kleider wurden nach einem Maßseriensystem gefertigt. Als Konfektionsware genäht, aber handgearbeitet. Auf Wunsch wurde reine Maßanfertigung in Auftrag genommen. Ein Teil der Modelle wurde in Heimarbeit gefertigt.
Bei aller Hinwendung zur Schlichtheit: die Bekleidung war nicht für die breite Masse gedacht. Sie wurde in geringer Stückzahl hergestellt und zu gehobenen Preisen verkauft. Da das Geschäft nebenbei Schnittmuster und Stoffe seiner Kreationen anbot, konnten auch Normalbürger mit Selbstgeschneidertem dieser Mode folgen.

## Erfolg
Schon von 1926 an begann die Hamburger Kinderstube zu expandieren und eröffnete Filialen in einer Reihe von Großstädten. Die Eröffnungen wurden von wohlwollenden Berichterstattungen der Medien begleitet. So schrieb die Rheinische Zeitung: Im großen Köln gibt es die verschiedensten Kinderkonfektionsgeschäfte, und doch will es scheinen, als ob die Hamburger Kinderstube ein ganz neues, einzigartiges Unternehmen sei. Da sind zum ersten Male 'Kinderkleider' geschaffen worden, keine Damenkleider.
1936 bekam Alice Haas den Auftrag, Kleider für die Schleppenträger der Hochzeit der niederländischen Kronprinzessin Juliana und Prinz Bernhard zu entwerfen. Dieser Auftrag, der in kürzester Zeit ausgeführt wurde, machte die Kinderstube weit über die Grenzen Deutschlands bekannt.

## Politische Schwierigkeiten
Nach der Machtergreifung emigrierte Richard Haas, der jüdischer Herkunft war, nach Großbritannien. 1939 trat die 19-jährige Tochter Renate in das Unternehmen ein. Bedingt durch die Kriegsereignisse und wegen der Verfolgung jüdischer Geschäftspartner mussten die meisten der über ganz Deutschland verteilten Verkaufsstellen aufgegeben werden. Der modische Stil des Geschäfts blieb erhalten. Nach dem Krieg wuchs das Unternehmen wieder und fertigte Kollektionen für das europäische Ausland und die USA an.

## Junger Salon
1953 wurde auf Initiative von Renate Haas neben der Kinderstube der Junge Salon eröffnet. Renate Haas schuf dafür eine Modelinie für Mädchen und junge Frauen zwischen 13 und 20 Jahren – eine Generation zwischen Backfisch und Teenager. Die Palette reichte von modisch-klassischen Tages-, Tanzstunden- und Abendkleidern bis zu kurzen, an kindliche Hemdhosen erinnernde Anzügen. Der Junge Salon zeitigte Erfolg. Namhafte Fotografen, wie Hubs Flöter oder F. C. Gundlach bildeten sie in führenden Frauenzeitschriften wie Film und Frau, Constanze oder Brigitte ab. Zur exklusiven Kundschaft zählten Romy Schneider, die Fürstenfamilie von Monaco und der Schah  von Persien.

## Letzte Jahre
Im Lauf der Jahre wechselten mit den Zeitströmungen die Richtungen der Mode. Jeans hielten Einzug, allerdings nicht in den Jungen Salon. In den Achtzigerjahren gab es eine Renaissance von Hängerkleidchen und Schottenkaro. Die Hamburger Kinderstube konnte auf alte Schnittmuster zurückgreifen.
1988 verkaufte Renate Haas den Markennamen Hamburger Kinderstube nach Berlin und schloss das Unternehmen. Seinen Nachlass vermachte sie der Textilabteilung des Museums für Kunst und Gewerbe. Er enthält vor allem Schriftliches: Briefe, Dokumente, Zeichnungen und Schnittmuster, darüber hinaus einzelne Modelle.